# Конгреси и национални конференции на БКП
Конгресите и националните конференции на Българската комунистическа партия са висши органи на партията.
Те приемат програмата и устава на партията, утвърждават отчетите за изминалите периоди, разработват директиви и решения за по-нататъшната дейност. Избират централните ръководни органи на партията.

## История

### 1891 – 1923
Първият, учредителен, конгрес е проведен през 1891 г. До Балканските войни конгреси са привеждани ежегодно.
През 1919 г. се провежда XXII конгрес на БРСДП (т.с.), който се превръща в I конгрес на БКП (т.с.), тъй като партията променя наименованието си. До 1922 г. са проведени 4 конгреса.

### 1923 – 1944
От 1923 до 1944 г. партията е в нелегалност и конгреси не са провеждани. Промените в тактиката и стратегията, както и организационните въпроси са решавани на нелегални партийни конференции и пленуми.

### 1944 – 1990
V конгрес на БКП се провежда през 1948 г. След това конгресите се провеждат на 4 години, а от 1971 г. – на 5 години.
През 1990 г. се провежда XIV конгрес на БКП, след което тя променя наименованието си и се нарича Българска социалистическа партия или съкратено БСП.

## Фондове
Държавна агенция „Архиви“ съхранява документи за БКП в специални фондове.

### 1899 – 1922
За конгресите на БКП преди 1944 г. е използван фондът 1 Б (Фонд 1 Б, опис 1, 24 а.е.) за отделни протоколи, резолюции, решения и други материали, предимно печатни.

### 1948 – 1990
За конгресите и националните коференции на БКП след 1944 г. има специален фонд 223 Б (Фонд 223 Б, 15 описа, 807 а.е.). Документите за всеки конгрес (конференция) са подредени по обща класификационна схема с два основни раздела: документи от провеждането на конгреса (стенографски протоколи от заседанията, списъци и анкетни листове на делегати и гости, поздравителни писма и телеграми и др.) и документи по неговата подготовка и организация. Към повечето от описите са съставени именни указатели на изказалите се или депозирали писмени изказвания делегати и гости.